# Schnitzer Ármin

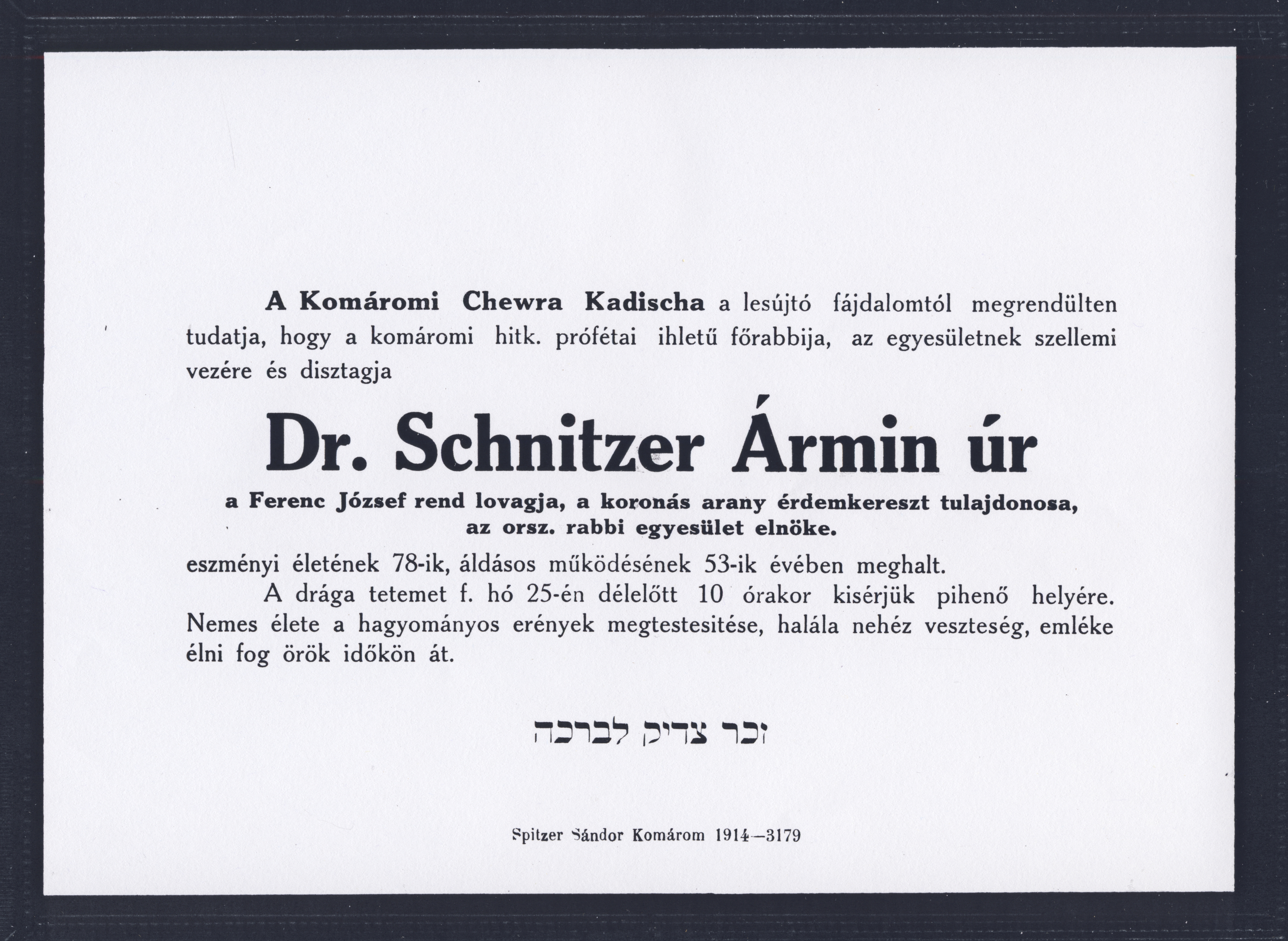
Gyászjelentése

Schnitzer Ármin (Hunfalva, 1836. december 8. – 1914. december 23.) Komárom híres főrabbija, iskolaigazgató, az Országos Rabbi Egyesület elnöke, a komáromi Jókai Egyesület alelnöke.

## Élete
A nikolsburgi jesiván és az ottani gimnáziumban tanult, később egyetemi tanulmányokat folytatott és bölcsészdoktor lett. 1861. december 31-én választották meg Komáromban rabbinak, ahol haláláig szolgált. Érdeme, hogy 1866-ban kieszközölte több magyar vádlott felmentését a haditörvényszéknél, 1867-ben pedig a vármegyénél az ő kezdeményezésére szüntették meg a zsidókra megalázó esküformulát. Jelentékeny tényezője volt Komárom város törvényhatóságának és kultúréletének. Később az Országos Rabbi Egyesület elnöke és a XII. községkerület alelnöke lett.
1892-ben negyven évi működés után Ferenc József a koronás aranykereszttel tüntette ki. Az izraelita hitközség által június 29-én rendezett jubileum-ünnepélyén a város és vidék vezérférfiai, a többi felekezetek lelkészei, vidéki paptársai és a város polgárai felekezeti különbség nélkül vettek részt. Ez alkalommal Jókai Mór is megtisztelte levelével. Komárom városa iskolaszékének, a városi törvényhatósági és a közigazgatási bizottságnak is tagja volt. Erős hazafias érzése, kiváló szónoki tehetsége (Komáromban tanult magyarul és ezen nyelven tartotta egyházi és alkalmi szónoklatait) által nagy népszerűségnek örvendett.

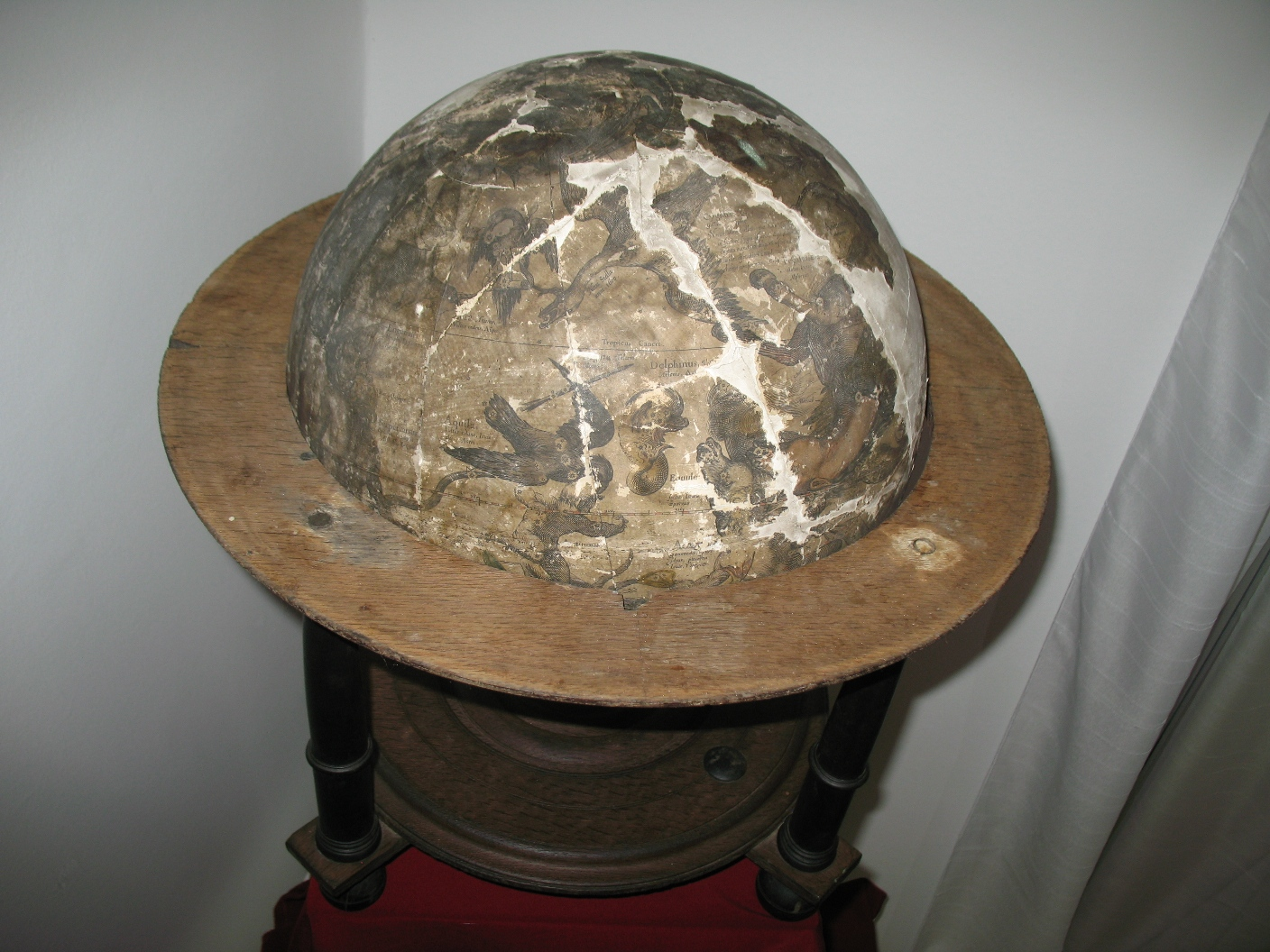
Willem Jansz Blaeu-féle éggömb 1603-ból (Schnitzer Ármin komáromi rabbi ajándéka)

A Duna Menti Múzeum éggömbjét ő ajándékozta a Múzeum Egyesület gyűjteményébe.

## Emlékezete

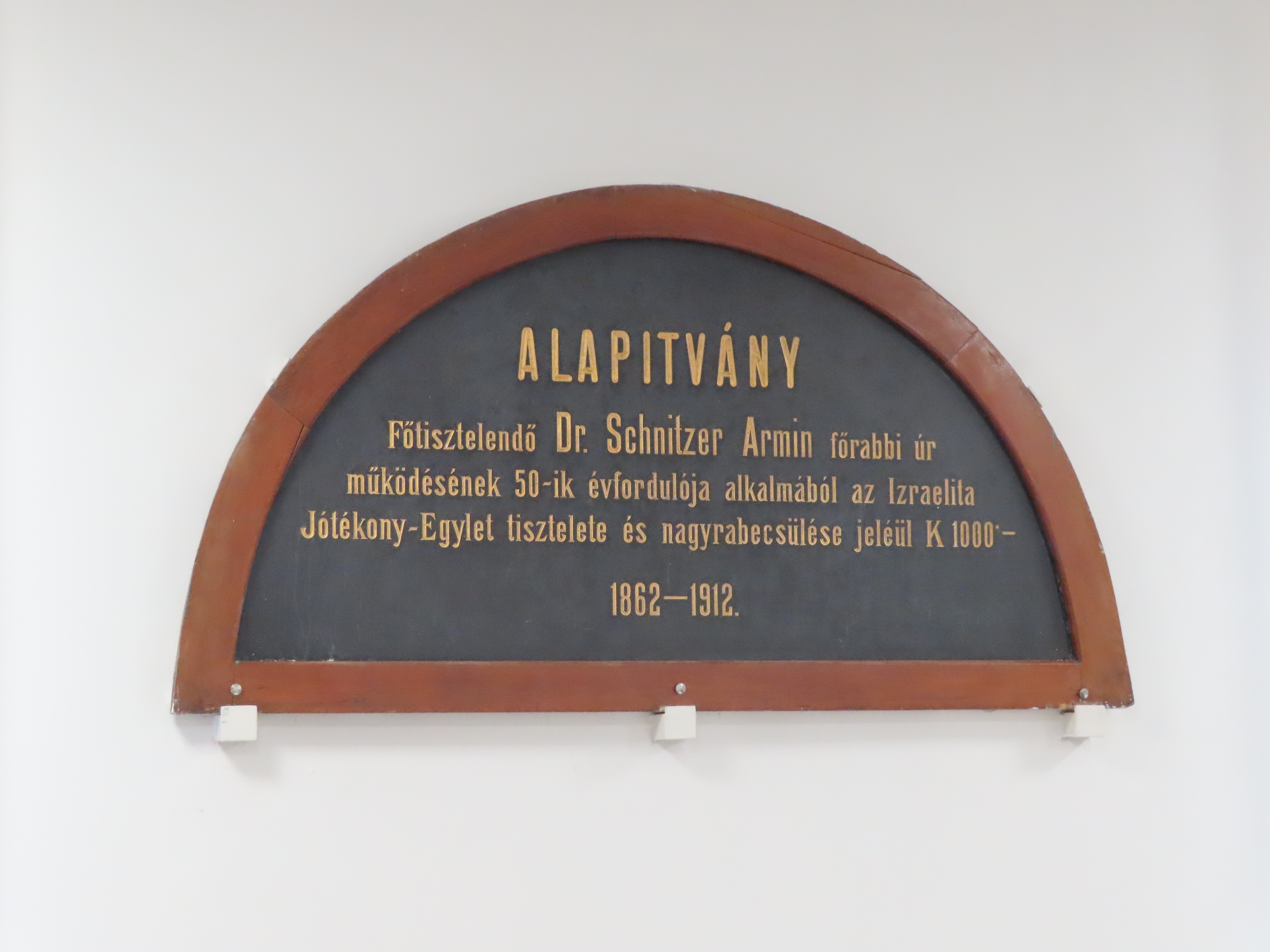

- Schnitzer Ármin Mikromúzeum, Komárom
- Selye János Gimnázium osztályterme, Komárom

## Művei
- Ein Wort zur Geburtsfeier Seiner Majestät des Kaisers. Gesprochen im israel. Tempel zu Komorn. Komorn, 1862.
- Beszéd a csallóközi 59. számú honvédzászlóalj lobogójának szentelése alkalmából. Komárom, 1872.
- Beszéd ő cs. és kir. Felségöknek I. Ferencz József és Erzsébet egybekelése 25-dik évfordulójának örömünnepére 1879. ápr. 24. a rév-komáromi izr. templomban. Komárom, 1879.
- Beszéd ő felsége 50. születésnapján. Komárom, 1880.
- Beszéd Jókai Mór szülőházán elhelyezett emléktábla ünnepélye alkalmával. Komárom, 1881.
- Zwei Predigten vor und nach dem Tisza-Eszlarer Prozess gehalten. Budapest, 1883. (Magyarul is.)
- Beszéd Montefiore Mózes 100. születésnapja alkalmával. Komárom, 1884.
- Gyászbeszéd Rudolf koronaherczeg elhunyta alkalmával. Komárom, 1889.
- Beszéd ő felsége megkoronáztatásának 25. évfordulója alkalmával. Komárom, 1892.
- Beszéd a haza ezeréves fennállása ünnepélyén. Komárom, 1896.
- Zsidó kulturképek. (Életemből). Komárom, 1904.
- Ünnepi beszéd, II. Rákóczi Ferencz és bujdosó társai hamvainak hazahozatala alkalmából (1906. október 28., Komárom)
- Eine Rabbinerwahl
- Der Traum im jüdischen Schriftum

Cikkei jelentek meg a Komáromi Lapokban, Nemzetben, Magyar Hírlapban, Izraelita Magyar Irodalmi Társulat Évkönyvében és a budapesti Egyenlőségben.

## Külső hivatkozások
- Schnitzer Ármin Mikromúzeum
- Dunatáj 2012/19 Archiválva 2012. július 12-i dátummal a Wayback Machine-ben
- Gyászjelentése a komáromi gyűjteményben